# Enrique de la Lama
Enrique de la Lama Cereceda (Logroño, 23 de mayo de 1936-Logroño, 17 de agosto de 2023) fue un sacerdote católico, teólogo, historiador y profesor universitario español.

## Biografía
Enrique de la Lama nació en Logroño en 1936, en el seno de una familia santanderina que había llegado a Logroño un par de años antes. Fue el último de los nueve hijos –siete hijas y dos hijos– de Enrique de la Lama y del Arenal y de María Teresa Cereceda Gargollo.
Tras estudiar en los Escolapios de Logroño, inició su formación eclesiástica en el Seminario Conciliar de la diócesis de Calahorra, donde estudió Humanidades y Filosofía. En 1955, se trasladó a Comillas (Cantabria) para completar su formación en Teología en la Universidad Pontificia de Comillas. En 1959 fue ordenado sacerdote por Ildebrando Antoniutti, Nuncio Apostólico en España, e ingresó en la Sociedad Sacerdotal de la Santa Cruz.
Tras pasar una década como formador y profesor en el Seminario menor y mayor de Logroño (1959-1971) se trasladó a Pamplona para completar su licenciatura en Historia en la Universidad de Navarra.
En 1972 se trasladó a Roma, al ser nombrado Consejero Eclesiástico de las Embajadas de España ante la Santa Sede y la Soberana Militar Orden de Malta.
De regreso a España, desarrolló su actividad pastoral en Bilbao hasta 1982. Ese año regresó a Pamplona para defender su tesis doctoral en Historia. dirigida por Federico Suárez, e incorporarse al claustro académico de la Facultad de Teología de la Universidad de Navarra. En la capital foral compatibilizó su actividad docente con la pastoral, tratando especialmente a los estudiantes del ciclo I de la Facultad de Teología, que se había inaugurado recientemente, y que residían en los colegios mayores Albaizar y Echalar.
De la Lama defendió su segunda tesis doctoral (1986) en la especialidad de Teología histórica en la Facultad de Teología, obteniendo premio extraordinario de Doctorado. Fue subdirector del Consejo de Redacción de la revista Anuario de Historia de la Iglesia, desde su creación (1982) hasta su jubilación (2006).
Enrique de la Lama falleció el 17 de agosto de 2023 en la ciudad que le vio nacer 87 años antes.

## Publicaciones
- Visiones políticas: cartas sobre España: Giustiniani - Consalvi, 1817-1823, Pamplona, Eunsa, 2020, 404 pp., ISBN: 9788431333492.
- Historiológica: estudios y ensayos, Pamplona, Eunsa, 2006, 634 pp., ISBN: 8431324201.
- Dos mil años de evangelización, los grandes ciclos evangelizadores: XXI Simposio Internacional de Teología de la Universidad de Navarra [del 3 al 5 de mayo de 2000], Pamplona: Servicio de Publicaciones de la Universidad de Navarra, 2001, XXIV, 705 pp., ISBN: 8480810041
- La vocación sacerdotal: cien años de clarificación, Madrid, Palabra, 1994, 213 pp., ISBN: 8471186960.
- J. A. Llorente, un ideal de burguesía: su vida y su obra hasta el exilio en Francia (1756-1813), Pamplona, Eunsa, 1991, 334 pp., ISBN: 8431311312.